# Syzygium torricellianum
Syzygium torricellianum är en myrtenväxtart som beskrevs av Friedrich Ludwig Diels. Syzygium torricellianum ingår i släktet Syzygium och familjen myrtenväxter. Inga underarter finns listade i Catalogue of Life.